# Torre Galicia Central
La Torre Galicia Central  est un gratte-ciel de bureaux de 145 mètres de hauteur, construit à Buenos Aires en Argentine de 2001 à 2006.
Elle abrite des locaux de la banque argentine Banco de Galicia sur 34 étages.
La surface de plancher est de 39,388 m² 
L'architecte de l'immeuble est Mario Roberto Álvarez y Asociados